# Get Free
"Get Free" é uma canção da banda de rock de garagem The Vines de seu álbum de estreia Highly Evolved. A canção foi lançada no final de 2002, e continua a ser o single do The Vines mais bem sucedido (# 7 Billboard Modern Rock, # 24 UK Singles Chart). A canção foi escrita pelo vocalista da banda, Craig Nicholls. Foi feita uma versão cover da canção por "Weird Al" Yankovic em sua canção Angry White Boy Polka. Ela constou no episódio-piloto de Fastlane e no vídeo de introdução para Topspin, um jogo eletrônico de tênis feito pela XSN Sports. A canção consta no jogo eletrônico de 2010 Rock Band 3.

## Faixas do CD Single
1. "Get Free" (02:06)
2. "Down at the Club (Zen Demo)" (02:54)
3. "Hot Leather (Zen Demo)" (01:57)

## Faixas do vinil 7"
1. "Get Free" (02:06)
2. "Blues Riff (Zen Demo)" (03:43)

## Canção
Se as canções anteriores do The Vines eram conduzidas por riffs estruturados em acordes, esta tem Nicholls atacando os trastes quinto e terceiro no riff principal. A canção abre com o riff ressonante, a bateria entra em um crescendo e então a canção irrompe. No entanto, a canção não segue uma estrutura de verso-refrão-verso, indo de verso-refrão-solo-verso-verso-ponte-meio-refrão. Get Free foi tocada no Victoria's Secret Fashion Show 2007.

## Performances ao vivo
Houve um grande número de performances ao vivo de "Get Free", embora a mais deplorável tenha sido em um programa de 2002 do The Late Show with David Letterman em que Nicholls entrou no palco e tocou sob a influência de algum tipo de droga. Durante o solo, Nicholls rolou no chão com um feedback em sua guitarra, fazendo com que o instrumento desafinasse. No clímax do show, Nicholls saltou sobre o kit do baterista Hamish Rosser, desmontando-o (para desgosto de Rosser) antes de cair sobre um amplificador, pegar o microfone e fazer um longo e alto "Whoooooooo!" assim que Rosser e o baixista Patrick Matthews deixaram o palco. Em seguida, ele caiu do palco. Um incidente semelhante ocorreu no início do ano seguinte, no programa australiano Rove, bem como durante uma performance no Seattle Paramount Theater.

## Prêmios e homenagens
Get Free foi indicado várias vezes para prêmios em 2002 e 2003. Ele recebeu o prêmio de Melhor Canção no NME Awards 2003. Foi classificada em n º 10 em melhores canções da NME de 2002, e n º 49 na lista da Kerrang de Moshpit Kings.

## Aparições
Fastlane, 2002
Guitar Hero: Warriors of Rock, 2010
O Agente Teen, 2003
Rock Band 3, 2010.
Far Cry 5, 2018